# Jim Knopf (Zeichentrickserie)
Jim Knopf ist eine deutsch-französische Zeichentrickserie mit 52 Folgen, die von 1999 bis 2000 in Kooperation mit der ARD entstand und auf den Büchern Jim Knopf und Lukas der Lokomotivführer und Jim Knopf und die Wilde 13 von Michael Ende basiert.

## Handlung
Auf der kleinen und ruhigen Insel Lummerland leben König Alfons der Viertel-vor-Zwölfte und seine drei Mitbürger. Eines Tages wird ihnen ein Baby per Post zugestellt. Sie adoptieren das Findelkind und geben ihm den Namen Jim Knopf. Als er größer wird, ist die Insel zu klein für fünf Bewohner. So macht sich Jim mit seinem Freund Lukas auf um eine neue Heimat zu finden und um neue Abenteuer zu erleben. Als Jim und Lukas das erste mal auf die Piraten Bande Die wilde 13 Treffen und die Prinzessin Li Si kennenlernen machen sie sich auf dem weg nach Kummerland, um dort die Prinzessin von Mandala, Li-Si, zu befreien. Diese wird dort von dem bösen Drachen Frau Mahlzahn festgehalten. Außerdem will Jim Knopf seine wahren Eltern finden. Auf seinen Abenteuern begegnen den Freunden allerhand merkwürdige Gestalten; neue Freunde, aber auch eine ganze Menge, die es (zunächst) nicht nur gut mit ihnen meinen. Es gelingt ihnen tatsächlich die Prinzessin und andere gefangene Kinder zu befreien und zurück nach Mandala zu bringen.
In einem weiteren Abenteuer, in dem besonders die Suche nach der verschwundenen Lokomotive Molly eine Rolle spielt, gelingt es den Freunden, die gefährliche Piratenbande „Die Wilde 13“ zu der guten Seite zu bekehren. Dabei findet Jim schließlich auch heraus, wo er herkommt.

## Abweichungen zur Romanvorlage
Die Rolle des Oberbonzen Pi Pa Po ist wesentlich umfangreicher: Während er in der Literaturvorlage, nachdem er versucht hat, Jim und Lukas in den Kerker werfen zu lassen, vom Kaiser selbst in den Kerker geworfen wird, spielt er nahezu die gesamte Serie über den Bösewicht, auch über weite Teile der zweiten Staffel. Sein Plan ist es, selbst Kaiser von Mandala zu werden.
Auch weitere Figuren des Romans beziehungsweise der Fassungen der Augsburger Puppenkiste wurden weiter ausgebaut. So wird Ping Pong anfangs noch nicht Oberbonze, da Pi Pa Po noch nicht im Kerker landet und Pung Ging ihm weiterhin vertraut. Dafür muss er nach Jim, Lukas und Emmas Aufbruch in die Drachenstadt aus dem kaiserlichen Palast fliehen und hilft Jim und Lukas, durchs Tor zu kommen. Kurz darauf allerdings wird er von Pi Pa Pos Wache erwischt und landet in der Drachenstadt.
Auch Nepomuk begleitet Jim und Lukas bis in die Drachenstadt und flieht auch mit ihnen von dort, bis er auf dem gelben Fluss einen Vulkan entdeckt und sich von den Freunden trennt.
Frau Mahlzahn verfolgt, zusammen mit ihren Halbdrachenwächtern, die befreiten Kinder. In Mandala kommt es zu einem erneuten Kampf, bei dem sie endgültig besiegt wird. Im Roman wird sie in der Drachenstadt besiegt und nach Mandala gebracht, wo sie sich widerstandslos ihren Befreiern unterordnet.
Im Roman wird Li Si während der großen Ferien entführt, weil sie zu weit vom Ferienschloss wegläuft. In der Serie lässt Pi Pa Po sie entführen, weil sie seine Pläne, den Kaiser, ihren Vater, zu stürzen, kennt. Zudem lernt Jim sie bereits kennen, bevor sie überhaupt in Mandala ankommt, als die Wilde 13 ihn entführen, während Jim und Lukas in der Buchvorlage der Wilden 13 überhaupt erst im zweiten Buch begegnen und vorher nur von ihnen gehört haben.
Das Kristall der Ewigkeit dient ursprünglich lediglich dazu, dass Uschaurischuum beweist, dass er ein geeigneter Bräutigam für Sursulapitschi ist. In der Serie besitzt es eine wesentlich größere Macht, die auch die Piraten für sich ausnutzen wollen. Durch die benötigten Kräfte eines Wasser- und eines Feuerwesens sind auch die Rollen von Uschaurischuum und Nepomuk ausgebaut worden. Zudem sieht man, wie Molly verwandelt wird.
Des Weiteren basieren etliche Folgen in keiner Weise auf der Romanvorlage, sondern sind vielmehr eine Verlängerung der Handlung. So landen Jim und Lukas in der viertletzten Folge ein weiteres Mal in der Drachenstadt und besuchen sowohl in der ersten als auch in der zweiten Staffel mehrere neue Orte.

## Produktion und Veröffentlichung
Die Serie wurde 1999 bis 2000 als deutsch-französische Koproduktion unter der Regie von Bruno Bianchi produziert. Ab dem 12. November 1999 wurde sie durch den KI.KA gesendet. Später folgten Ausstrahlungen im Ersten und in den Regionalprogrammen. 2014 lief die Serie im Disney Channel.
Die Musik der Serie wurde von Michel Dax komponiert. Das Titellied wurde von der Band Die Prinzen geschrieben und gesungen.

## Synchronisation
Die deutsche Synchronfassung entstand bei der TaunusFilm Synchron GmbH in Berlin, unter der Dialogregie und nach einem Buch von Thomas Keck. Sortiert nach der Figurenliste im Artikel Jim Knopf und Lukas der Lokomotivführer.
| Rolle                                     | Sprecher                                                                                  |
| ----------------------------------------- | ----------------------------------------------------------------------------------------- |
| Jim Knopf                                 | Konrad Bösherz                                                                            |
| Lukas + Erzähler                          | Thomas Fritsch                                                                            |
| König Alfons der Viertel-vor-Zwölfte      | Wolfgang Gruner                                                                           |
| Herr Ärmel                                | unbekannt                                                                                 |
| Frau Waas                                 | Marie-Luise Marjan                                                                        |
| Ping Pong                                 | Santiago Ziesmer                                                                          |
| Oberbonze Pi Pa Po                        | Hans-Werner Bussinger                                                                     |
| Kaiserlicher Küchenchef Schu Fu Lu Pi Plu | Engelbert von Nordhausen                                                                  |
| Herr Tur Tur                              | Hans Teuscher                                                                             |
| Kaiser Pung Ging                          | Horst Lampe                                                                               |
| Halbdrache Nepomuk                        | Ilona Schulz                                                                              |
| Drache Frau Mahlzahn                      | Gisela Fritsch                                                                            |
| Prinzessin Li Si                          | Magdalena Turba                                                                           |
| Meereskönig Lormoral                      | Klaus Sonnenschein                                                                        |
| Schildkröte Uschaurischuum                | Lutz Mackensy                                                                             |
| Meerjungfrau Prinzessin Sursulapitschi    | Nana Spier                                                                                |
| Piratenkapitän der Wilden 13              | Wolfgang Hess                                                                             |
| Piraten der Wilden 13                     | Reiner Schöne, Tilo Schmitz, Tom Deininger, Wolfgang Kühne, Roland Hemmo, Jürgen Kluckert |
| Drache Dr. Stethoskop *                   | Hermann Ebeling (Folge 1–14) Hans-Werner Bussinger (ab Folge 15)                          |
| Yetipletikreti *                          | Wolfgang Völz                                                                             |
| Kuddel Muddel *                           | Heinz Theo Branding                                                                       |
| Fisch Wutschel *                          | Tom Deininger                                                                             |
| Mies Fies Ling *                          | Ilja Richter                                                                              |
| Su Lin *                                  | Angelika Milster                                                                          |
| Hexen des Marmorpalasts *                 | Barbara Ratthey                                                                           |
| Hauptmann Tao *                           | Jürgen Kluckert                                                                           |
| Oberst Lu *                               | Friedrich Schönfelder                                                                     |
| Kigo, der Waldelb *                       | Klaus-Dieter Klebsch                                                                      |
| König Luftikus *                          | Jürgen Thormann                                                                           |
| Bibliothekar Elsevier *                   | Friedrich W. Bauschulte                                                                   |

## Episodenliste

### Staffel 1
| Nr. (ges.) | Nr. (St.) | Originaltitel                 |
| ---------- | --------- | ----------------------------- |
| 01         | 01        | Ein Überraschungspaket        |
| 02         | 02        | Prinzessin Li Si              |
| 03         | 03        | Mandala                       |
| 04         | 04        | Auf nach Kummerland           |
| 05         | 05        | Der weiße Marmorpalast        |
| 06         | 06        | Das westliche Tor             |
| 07         | 07        | Der Tausend-Wunder-Wald       |
| 08         | 08        | Die melancholischen Sümpfe    |
| 09         | 09        | Die Krone der Welt            |
| 10         | 10        | Das Tal der Dämmerung         |
| 11         | 11        | Die Goldmine                  |
| 12         | 12        | Einsatz für Emma              |
| 13         | 13        | Herr Tur Tur                  |
| 14         | 14        | Das Tor zum Ende der Welt     |
| 15         | 15        | Im Schattenland               |
| 16         | 16        | Der Mund der Verzweiflung     |
| 17         | 17        | Die Feuerprobe                |
| 18         | 18        | Im Land der Tausend Vulkane   |
| 19         | 19        | Der Teufelsrachen             |
| 20         | 20        | Im Schlepptau nach Kummerland |
| 21         | 21        | Die Drachenstadt              |
| 22         | 22        | Flucht aus der Drachenstadt   |
| 23         | 23        | Der unterirdische Fluss       |
| 24         | 24        | Der falsche Kaiser            |
| 25         | 25        | Der Kampf mit Frau Mahlzahn   |
| 26         | 26        | Zurück nach Lummerland        |

### Staffel 2
| Nr. (ges.) | Nr. (St.) | Originaltitel                          |
| ---------- | --------- | -------------------------------------- |
| 27         | 01        | Jim Knopf und die wilde 13             |
| 28         | 02        | Gurumuschs Magnet                      |
| 29         | 03        | Das Perpetumobil                       |
| 30         | 04        | Herr Tur Tur hat Angst                 |
| 31         | 05        | Molly ist weg!                         |
| 32         | 06        | Die Prophezeiung des Goldenen Drachen  |
| 33         | 07        | Ein blinder Passagier                  |
| 34         | 08        | Die wilde 13 schlägt zurück            |
| 35         | 09        | Uschaurischuum und die blauen Muscheln |
| 36         | 10        | Pi Pa Po hebt ab                       |
| 37         | 11        | Kuddel Muddel                          |
| 38         | 12        | Jim in der Falle                       |
| 39         | 13        | Die fliegende Insel                    |
| 40         | 14        | Der einsame Prinz                      |
| 41         | 15        | Die Bücherburg                         |
| 42         | 16        | Im Blechwald                           |
| 43         | 17        | Die Wettermaschine                     |
| 44         | 18        | Über den tausend Bergspitzen           |
| 45         | 19        | Emma macht Musik                       |
| 46         | 20        | Ping Pongs Rettung                     |
| 47         | 21        | Rückkehr in die Drachenstadt           |
| 48         | 22        | König Lormoral                         |
| 49         | 23        | Pi Pa Pos Rache                        |
| 50         | 24        | Das Land, das nicht sein darf          |
| 51         | 25        | Das Kristall der Ewigkeit              |
| 52         | 26        | Der Prinz von Jimballa                 |